# Renée Rops
Pour les articles homonymes, voir Rops.
Renée Rops, née à Liège le 11 avril 1887 et morte à New York en 1973, est une artiste peintre belge spécialisée dans la peinture de natures mortes aux fleurs.

## Biographie
Renée Rops vit et travaille à Namur où elle expose ses œuvres avec le groupe Le Progrès. Elle a peint presque exclusivement des arrangements floraux d'une approche très traditionnelle.
En 1907, elle participe au salon Ostende Centre d'Art tenu au Casino-Kursaal d'Ostende où elle expose Orchidées et Arums et géraniums.
Elle se marie avec Gabriel Jadot, un haut fonctionnaire, avec qui elle a une fille, Lucie, née le 2 mai 1908, qui épousera un prince iranien, Ali Shirazi Parvas. Grâce à cette union, Renée Rops fréquentera la société mondaine américaine. Elle avait une résidence Park Avenue (New York City) et à Ridgefield, au Connecticut.
Renée Rops est la nièce du peintre et lithographe Félicien Rops.